# Pentobarbital
Pentobarbital er et barbiturat. Den kemiske formel er C11H18N2O3. 
Pentobarbital er kortvirkende og blev tidligere brugt til narkose. Det er også blevet solgt som sovemedicin under navnet Nembutal. 
Barbituratet blev brugt da den amerikanske dommedagssekt Heaven's Gate begik kollektivt selvmord den 26. marts 1997.
I 2011 har der været en del røre om den danske medicinalvirksomhed Lundbeck der har eneforhandling på stoffet i USA , da flere stater  bruger midlet både til bedøvelse og som decideret overdosis ved henrettelser.

## Eksterne kilder og henvisninger
1. ↑  Lundbeck kan ikke stoppe dødssprøjte 30. marts 2011

| Kemi | Spire Denne artikel om kemi er en spire som bør udbygges. Du er velkommen til at hjælpe Wikipedia ved at udvide den. |